# Путра (блюдо)
Путра (латыш. putra) — одно из древнейших национальных латышских блюд, имеющих несколько разновидностей. Путры — это сложные по составу блюда, наподобие каш, из зерна и овощей, часто с добавками мяса и рыбы, а также с непременным использованием молочных продуктов, таких как простокваша, сметана, творог.
Немецкий врач Розин Лентилий (Rosinus Lentilius) описывал скабпутру (латыш. skābputra: skābs — кислый, putra — каша), как традиционную пищу крестьян в Курземе ещё в XVII веке. Но очевидно, что была она распространена у латышей и ранее. В 1796 году рецепт путры впервые был опубликован в кулинарном сборнике латышских рецептов. А во второй половине XIX века лингвист и этнограф Август Бильштейн подробно описал приготовление «кислой каши» в Добеле.
Путра, вероятно, дала название похожему блюду старорусской и украинской кухни. Это путря — по разным источникам, пшённая каша в масле, «род кушанья из ячменя и квасу».

## Приготовление
Технология приготовления путры включает процесс созревания, легкого брожения, закисания в течение нескольких часов. Технологической особенностью является также и то, что каждый из компонентов путры доводится вначале до пюреобразного состояния отдельно, а затем все они смешиваются. Также обычно путры заправляются зеленью: укропом, зелёным луком.
Распространённые варианты: вецс-путра (из перловой крупы с рыбой), кабапутра (с ячневой крупой), картофельная путра, гороховая путра с салом.